# Imunost
Imúnost (iz latinske besede immunis - imun) je medicinski izraz za stanje relativne nedovzetnosti za okužbe ali bolezni oz. so skupki različnih mehanizmov, ki ščitijo organizem pred okužbami s patogenimi mikrobi, kot so npr. bakterije, virusi, glivice in praživali, ki lahko prodrejo v telo skozi vse telesne odprtine in v primeru namnožitve v njem povzročijo številne bolezni, ali pred škodljivimi učinki njihovih toksinov. Prvi povzročijo bolezen na neposredni način z izrabo snovi iz gostiteljevih celic, kar privede do poškodbe ali celo uničenja le-teh, njihovi toksini pa povzročijo bolezni na posredni način z zaviranjem delovanja gostiteljevih celic.
Zajema tako nespecifične komponente, ki delujejo nasplošno proti tujkom, kot tudi specifične komponente, ki pa delujejo proti točno določenim tujkom. Tako se v glavnem imunost deli na prirojeno (nespecifično) in pridobljeno (specifično) imunost.

## Nespecifična imunost
Delovanje je pri tej vrsti imunosti je usmerjeno proti različnim tujkom nasplošno. Filogenetsko gledano je starejše od specifične imunosti. Učinek prirojene imunosti oz. naravne rezistence je posebno pomemben pri manj razvitih živalih, pri višje razvitih organizmih ga pa dopolnjuje specifično varstvo.
Stopnja naravne rezistence se razlikuje od posameznika do posameznika oz. kaže individualne razlike. Odvisna je od spola, starosti, načina življenja, prehrambenih navad, hormonskega ravnotežja, genske in prostorske dispozicije, letnega časa, preutrujenosti, rase in drugih splošnih in nespecifičnih dejavnikov. Tako je znano npr., da so ženske manj sprejemljive za infekcije, da so bolezni pri otrocih in priletnih ljudeh pogostejše, bolniki s sladkorno boleznijo imajo pogosto infekcije s stafilokoki, streptokoki in glivami, da so črnopolti ljudje občutljivejši za tuberkolozo kot belci, odpornejši pa so proti davici in gonoreji itd. Upoštevati je treba tudi dejstvo, da so različne vrste organizmov različno odporne proti mikrobom; tako je za Neisserio gonorrhoeae in Treponemo pallidum občutljiv le človek.
Prirojeno imunost sestavljajo tri glavne komponente, in sicer anatomske pregrade oziroma bariere, različne molekule v telesnih tekočinah (humoralna bariera) in specializirane celice (celična pregrada).

### Anatomske pregrade
Pod anatomske pregrade se šteje sluznice oziroma sluznične membrane v prebavnih, dihalnih, izločalnih in razmnoževalnih (npr. jajcevod) traktih ter kožo z lojnicami. K temu načinu nespecifične obrambe prištevamo tudi dlačice v nosu in sluhovodu ter različne obrambne snovi, kot so želodčna ali solna kislina (HCl), encime v slini in solzah ter druge snovi, ki jih izločajo kožne žleze.
Sama koža je tudi učinkovita mehanična prepreka, saj vanjo lahko vdira le malo vrst mikrobov, kot so npr. leptospire, treponeme in Francisella tularensis, na mestih, kot so izvodila lojnic. Sluz, ki se izloča na sluznicah, lepi naključno vnešene mirkoorganizme in preprečuje njihovo nadaljnš širjenje. Posebni organeli, ki jih imenovanujemo cilije, in jih najdemo na nekaterih sluznicah, pa s svojim valovanjem intenzivno odstranjujejo tujke iz organizma.
Koža in sluznica lahko s svojimi izločki aktivno preprečujejo naselitev mnogim mikrobom. Maščobne kisline in mlečna kislina, ki se izločajo z znojem in lojem, so baktericidne in fungistatične. Posebnost je predel nožnice, kjer se v zreli dobi naseli Lactobacillus acidophilus oz. Döderleinov bacil, ki fermentira glikogen, pri tem pa nastane mlečna kislina, ki vzdržuje v tem okolju vrednost pH 5-6 in tako preprečuje naselitev patogenih mikrobov. Zato ob odsotnosti Döderleinovih bacilov deklice do puberteti in ženske po menopavzi pogosteje obolevajo za infekcijami kot ženske v zreli dobi na tem predelu. Baktericidne so tudi solze, v katerih so znatne količine lisozima in fosfolipaze, ki lahko razgradita celično steno bakterij in tako destabilizirata celično membrano. Pomen nizkega pH kaže tudi sterilna vsebina želodca zaradi solne kisline. Pomembni so tudi defenzini, nizkomolekularni proteini s protimkrobnim delovanjem v pljučih in prebavnem sistemu.
Izjemen pomen ima tudi normalna črevesna in kožna flora, tj. skupek koristnih mikroorganizmov, ki preprečujejo ali ovirajo naselitev patogenih mikrobov s pomočjo izločanja toksičnih substanc ali tekmovanja za hranljive snovi in pritrjanje na površino celic gostiteljskega organizma.

### Humoralni faktorji
V primeru, da patogeni obidejo anatomske pregrade, se sproži prirojeni obrambni mehanizem, imenovani akutno vnetje. Humoralni faktorji imajo v tem procesu pomembno vlogo, kar je karakterizirano z nastankom otekline in tvorbo fagocitov.
Pomembnejše komponente so:
- sistem komplementa - poveča prepustnost žil, pomaga pri tvorbi fagocitnih celic ter lizi in opsonizaciji bakterij
- koagulacijski sistem - nekateri produkti lahko povečajo prepustnost žil in delujejo kot kemotaktične snovi za fagocite, drugi pa delujejo direktno protimikrobno
- laktoferin in transferin - z vezavo železovih ionov zavirajo rast bakterij
- interferoni - ovirajo replikacijo virusa v okuženi celic
- lizocim - razgrajuje bakterijsko celično steno
- interlevkini - pomembni so za nastanek in razvoj limfocitov, interlevkin IL-1 pa tudi zvišuje telesno temperaturo v boju proti mikrobom

### Specializirane obrambne celice
Del vnetnega procesa zajema tudi nastanek različnih tipov fagocitov, ki predstavljajo glavno linijo obrambe.
- nevtrofilci - razgrajujejo oziroma fagocitirajo bakterije in odmrle celice, dodatno pa pripomorejo k razvoju vnetja
- eozinofilci sproščajo substance, ki so učinkovite proti raznim parazitom
- naravne celice ubijalke in limfokin aktivirane celice - sicer niso del vnetnega procesa, vendar so pomembna komponenta prirojene imunosti, saj nespecifično uničujejo tumorske in virusno okužene celice
- makrofagi - fagocitirajo mikrobe in so antigen predstavitvene celice

## Specifična imunost
Delovanje je usmerjeno proti določenemu tujku in je prilagodljiva vsakemu tujku, saj mehanizmi te obrambe, katerih delovanje temelji na antigenih, omogočajo prireditev obrambnih reakcij oz. imunskega odziva.